# Пологівська районна рада
Пологівська районна рада — районна рада Пологівського району Запорізької області, з адміністративним центром в м. Пологи.

## Загальні відомості
Пологівській районній раді підпорядковані 1 міська рада, 12 сільських рад, 1 місто, 1 селищ, 36 сіл. Водойми на території районної ради: річка Кінська.  
Населення становить 42,1 тис. осіб. З них 20,1 тис. (48 %) — міське населення, 22,0 тис. (52 %) — сільське.

## Склад ради
За результатами чергових місцевих виборів депутатів 2020 року обрано 42 депутати. Партійний склад ради: "Опозиційна платформа — За життя" — 10 (23.81%), "Слуга народу" — 7 (16.67%), "За Майбутнє" — 5 (11.90%), Всеукраїнське об'єднання "Батьківщина" — 5 (11.90%), "Європейська Солідарність" — 4 (9.52%), "Наш край" — 4 (9.52%), "Порядок" — 4 (9.52%), "Опозиційний блок" — 3 (7.14%).

### Керівний склад ради
- Голова  — Калашник Сергій Григорович
- Заступник голови  — Голод Віталій Іванович
- Керуючий справами апарату районної ради — Плевако Володимир Іванович